# Gabčíkovo
Gabčíkovo és un poble i municipi d'Eslovàquia que es troba a la regió de Trnava, a l'oest del país. Està situat al sud de la regió, prop dels rius Danubio i Váh, i de la frontera amb Hongria i la regió de Bratislava. Estadístiques del distrito de Dunajská Streda. Consultado el 10 d'agost de 2018.</ref> La primera menció escrita de la vila es remunta al 1102. La ciutat va adquirir el seu nom en 1945 en honor a l'heroi nacional Jozef Gabčík.

## Demografia
| Godina             | 1994 | 2004   | 2014   | 2024   |
| ------------------ | ---- | ------ | ------ | ------ |
| Nombre de persones | 4971 | 5117   | 5397   | 5290   |
| Diferència         |      | +2,93% | +5,47% | −1,98% |

| Godina             | 2023 | 2024   |
| ------------------ | ---- | ------ |
| Nombre de persones | 5268 | 5290   |
| Diferència         |      | +0,41% |

## Viles agermanades
- Enese, Hongria
- Kondoros, Hongria
- Nagymaros, Hongria
- Pázmándfalu, Hongria
- Mihăileni, Romania